# 100122 Альп-Марітім
100122 Альп-Марітім (100122 Alpes Maritimes) — астероїд головного поясу.
Тіссеранів параметр щодо Юпітера — 3,162.